# Grom fotoniczny
Grom fotoniczny (ang. photonic boom) – efekt optyczny towarzyszący plamce światła poruszającej się po powierzchni fizycznego ciała z prędkością nadświetlną. Dzięki efektom relatywistycznym ruch plamki światła z prędkością większą od prędkości światła (c) pozwala na poznanie kształtu powierzchni, od której się odbija.

## Świetlny zajączek
Szczególna teoria względności wyklucza ruch obiektu fizycznego (ciała materialnego) z prędkością większą od prędkości światła w próżni, ale w określonych warunkach nie wyklucza możliwości poruszania się „obrazu” z prędkością nadświetlną. Przykładem takiego ruchu może być przesłanie wiązki światła z Ziemi na Księżyc – szybkie poruszenie nadajnika światła na Ziemi spowoduje, że odbity na powierzchni Księżyca „zajączek” przesunie się z prędkością nadświetlną. Takie poruszanie się obrazu odbitego światła nie jest sprzeczne ze szczególną teorią względności – w czasie t, kiedy zajączek przesunął się pomiędzy początkowym a końcowym punktem ruchu, nie doszło do przepływu masy ani energii pomiędzy tymi punktami. Odbite z punktu A fotony zostały wyemitowane wcześniej niż fotony odbite z punktu B i nie mają one ze sobą nic wspólnego, szybszy od światła „zajączek” nie przenosi energii i nie nadaje się do przenoszenia informacji.

Przykład z zajączkiem pokazuje, że możliwy jest ruch nadświetlny w ciele rozciągłym. Niech wzdłuż drogi zajączka na Księżycu ustawiona będzie wielka liczba małych nadajników radiowych w postaci np. oscylujących pod wpływem przyłożonego napięcia dipoli elektrycznych. Światło zajączka padając na fotokomórkę włącza napięcie i dipol drga przez chwilę i promieniuje. Zbiór tych dipoli tworzy jedną wielką antenę radiową, która w każdym momencie promieniuje tylko w jednym miejscu – tym dipolem, który akurat jest oświetlony zajączkiem. Źródłem fal radiowych jest zmienne pole elektryczne, które przesuwa się w antenie z prędkością zajączka. Również ten ruch nadświetlny nie przenosi żadnej energii z miejsca na miejsce, bowiem to przesuwanie się pola elektrycznego nie jest ruchem fal elektromagnetycznych (wypromieniowanych fal radiowych nie wliczamy do tego pola) – po prostu w kolejnych miejscach wzbudzane jest zmienne pole.

## Wykorzystanie praktyczne
Jeżeli odbicie porusza się po płaskiej powierzchni z prędkością wielokrotnie większą od c, to samo odbicie przebiegnie przez powierzchnię bardzo szybko, natomiast odbite od tej powierzchni fotony zmierzają w kierunku obserwatora z prędkością równą prędkości światła. Z punktu widzenia obserwatora, który wysłał „zajączka”, będzie się on rozciągał (powiększał) w kierunku ruchu i w kierunku przeciwnym, w miarę ruchu po powierzchni obiektu. Takie zachowanie odbitej wiązki światła może być wykorzystane praktycznie do pomiarów odległości czy wielkości obiektów astronomicznych. W zależności od tego, jaki kształt ma obiekt fizyczny, od którego odbija się taki „zajączek”, jego zachowanie może pozwolić na określenie jego rozmiarów i kształtu powierzchni. Do takich pomiarów można używać nie tylko promieniowania specjalnie wyemitowanego w tym celu z Ziemi, ale także, na przykład, promieniowania pulsarów.